# Raymond Bellot
Raymond Bellot (Alfortville, 1929. szeptember 6. – Nantes, 2019. február 24.) francia válogatott labdarúgó.

## Sikerei, díjai
- Franciaország
  - Labdarúgó-világbajnokság bronzérmese: 1958